# Kim Khánh (diễn viên)
Kim Khánh có tên đầy đủ là Hồ Thị Kim Khánh (sinh năm 1967 tại Thành phố Hồ Chí Minh) là một nữ diễn viên truyền hình - điện ảnh, người mẫu kiêm ca sĩ nổi tiếng người Việt Nam. Cô sinh ra và lớn lên ở Sài Gòn trong một gia đình có đến 8 anh em.

## Sự nghiệp
Cô xuất thân là huấn luyện viên thể dục nhịp điệu. Năm 1991, Kim Khánh tham gia cuộc thi Khỏe – Đẹp – Thời trang – cuộc thi nhan sắc đầu tiên vinh danh những thiếu nữ đẹp về cả ngoại hình lẫn tài năng và cô đã giành được ngôi vị Á hậu 1. Danh hiệu này mang đến cho Kim Khánh nhiều cơ hội đóng phim, làm người mẫu, dẫn chương trình và cả âm nhạc.
Bộ phim đầu tiên Kim Khánh bén duyên với điện ảnh là phim Đời hát rong của đạo diễn Châu Huế, cô đóng nhân vật tên Trầm, một vai phản diện. Vai diễn gây nhiều ấn tượng, các đạo diễn khác bắt đầu chú ý đến Kim Khánh nhiều hơn và mời cô đóng hàng loạt các bộ phim khác như: Tốc độ tình yêu, Vòng vây tội lỗi, Đoạn cuối ở Bangkok và Yểu điệu thục nữ. Với vẻ đẹp hiện đại, phong cách gợi cảm và cá tính, Kim Khánh thường được các đạo diễn giao cho những vai phụ và vai phản diện. Vì vậy, cô không được nhiều thiện cảm của khán giả như các diễn viên nữ cùng thời khác như Ngọc Hiệp, Việt Trinh và Diễm Hương.
Bên cạnh nghề diễn viên, Kim Khánh còn là một người mẫu thời trang. Nét đẹp mạnh mẽ, cá tính với gương mặt sắc sảo, mái tóc uốn xoăn đã làm nên tên tuổi Kim Khánh trong làng mẫu Việt. Cô bén duyên với vai trò dẫn chương trình cho cuốn DVD "Nghệ thuật trang điểm cô dâu" (năm 2007) và "Hướng dẫn - chăm sóc sắc đẹp & trang điểm tuổi 40" (năm 2010) đều được thực hiện bởi hãng phim Phương Nam cùng với sự góp mặt của chuyên viên trang điểm Lê Dũng, NSƯT Diễm My, NSƯT Kim Xuân và diễn viên Tuyết Thu.
Ngoài ra, cô còn là ca sĩ với hàng loạt ca khúc ăn khách và tham gia quay nhiều Video âm nhạc trong thời kỳ đầu của nền Nhạc trẻ, năm 1995 là thời điểm Kim Khánh ra mắt album ca nhạc "Tình em trao anh" do Bến Thành Audio-Video sản xuất. Các ca khúc nổi bật như: Bướm xuân, Ngẫu nhiên và Triệu đóa hoa hồng. Kim Khánh yêu ca hát từ nhỏ và lúc đó vừa là Á khôi, vừa là diễn viên điện ảnh nên khi giao lưu, khán giả thường yêu cầu cô hát. Khi đó, ở Sài Gòn, một buổi tối cô chạy đến 8 - 9 chương trình, vừa vũ trường vừa sân khấu, chưa kể những chuyến ra Bắc giao lưu biểu diễn với Lý Hùng và Diễm Hương. Mỗi chuyến đi thường kéo dài cả tháng trời. Khi đó ba cô đang bị ung thư, mỗi khi đi show về có tiền đưa cho mẹ, Kim Khánh rất vui.
Khoảng thời gian Điện ảnh Việt Nam rơi vào giai đoạn thoái trào của các dòng phim thị trường. Khi những tượng đài huy hoàng bắt đầu lui dần, người ta thấy chỉ có Kim Khánh gần như là người duy nhất trong thế hệ đó còn trụ được lâu dài với màn ảnh nhỏ.
Kim Khánh xuất hiện đều đặn trong nhiều bộ phim khác nhau. Sau khi phim truyền hình khởi sắc, Kim Khánh tham gia trong một số phim nổi bật như: Bình minh châu thổ và Người đàn bà yếu đuối.
Năm 2003, Kim Khánh đã nhận được Giải Mai vàng dành cho Nữ diễn viên chính xuất sắc trong bộ phim Lưới trời của đạo diễn Phi Tiến Sơn. Vai diễn Thảo Linh trong bộ phim là vai diễn mà cô rất tâm đắc. Tuy không quá đình đám nhưng Kim Khánh là nghệ sĩ có hoạt động nghệ thuật khá bền bỉ trong hơn 20 năm qua. Trong suốt sự nghiệp điện ảnh của mình, cô có hai vai diễn ấn tượng là vai Len "phù thủy" trong phim Yểu điệu thục nữ và vai Thảo Linh trong phim Lưới trời.
Có một thời gian, Kim Khánh gần như biến mất trên cả màn ảnh nhỏ mặc dù chị có rất nhiều lời mời vào phim truyền hình bởi cô sợ sẽ gây nhàm chán cho khán giả. Không những thế, Kim Khánh bảo cô đã ở cái tuổi không còn đủ sức để quay phim cả ngày nữa mặc dù công việc này mang lại nhiều thu nhập.
Ngoài ra, cô còn hoạt động mạnh mẽ trong ở nhiều vai trò khác nhau như: Đạo diễn cuộc thi Hoa hậu đại dương, đạo diễn vở kịch Cầu vồng khuyết - vở kịch được tài trợ bởi chương trình hỗ trợ khẩn cấp của Tổng thống Hoa Kỳ về phòng chống AIDS (PEPFAR), Giám khảo cuộc thi Con đường âm nhạc, diễn viên trong nhiều vở kịch: Ảo @ Thật và Rạo rực.
Đầu năm 2015, cô tham gia phim điện ảnh Cầu vồng không sắc với vai Yến.

## Phim tham gia
| Năm  | Tên phim                               | Vai diễn                          | Chú thích                                       |
| ---- | -------------------------------------- | --------------------------------- | ----------------------------------------------- |
|      | Đời hát rong                           | Trầm                              | Vai diễn đầu tiên                               |
|      | Tốc độ tình yêu                        |                                   |                                                 |
|      | Yểu điệu thục nữ                       | Len                               |                                                 |
| 1991 | Sinh viên và tình yêu lầm lỡ           | Phượng Ngày Xưa                   |                                                 |
| 1991 | Ngôi sao cô đơn                        | Cô gái bán thuốc lá cho nam chính |                                                 |
| 1992 | Cô bé mộng mơ                          | Kim                               |                                                 |
| 1993 | Vòng vây tội lỗi                       | Thanh                             |                                                 |
| 1994 | Đoạn cuối ở Bangkok                    | Phượng                            |                                                 |
| 1994 | Chuyện tình của em                     | Yến                               |                                                 |
| 1998 | Đợi tàu                                | Hà                                |                                                 |
| 1998 | Bình minh châu thổ                     |                                   |                                                 |
| 1999 | Người đàn bà yếu đuối                  | Lệ                                |                                                 |
| 1999 | Nước mắt thơ ngây                      | Russia                            |                                                 |
| 2003 | Lưới trời                              | Thảo Linh                         | Giải Mai vàng 2003: Nữ diễn viên chính xuất sắc |
| 2008 | Đam mê                                 | Diễm Lệ Thuý My                   | kiêm Trợ lý đạo diễn                            |
| 2009 | Bão yêu thương                         | Hồng Nhung                        |                                                 |
| 2013 | Xin lỗi, anh chỉ là thằng bán bánh giò | Mẹ của Vy                         | Phim Ngắn                                       |
| 2014 | Ly Hôn                                 | Yến                               |                                                 |
| 2015 | Khi em đã lớn                          | Bà Phương                         |                                                 |
| 2015 | Cầu vồng không sắc                     | Bà Lan Hoả                        |                                                 |

## Danh sách vở kịch tham gia
| Tên vở kịch                | Năm ra mắt | Vai diễn  | Chú thích |
| -------------------------- | ---------- | --------- | --------- |
| Trần gian phải có tình yêu | 2010       | Bích Trâm | [ 4 ]     |

## Dự án nghệ thuật dành cho LGBT
Kim Khánh rất muốn làm phim về đồng tính nữ vì cô có những bạn đồng tính nữ chơi với cô gần 20 năm nay. Cô thấy ở họ có nhiều câu chuyện rất hay, cảm động mà chưa có nhà làm phim nào trong nước khai thác hoặc khai thác chưa tới. Khi tham gia khóa học giới và bình đẳng giới của Đại sứ quán Mỹ tổ chức, nó giúp cô hiểu nhiều hơn về giới tính thứ ba. Cô đang ấp ủ dự án làm phim 90 phút về đề tài đồng tính cho Đài Truyền hình Việt Nam.

## Đời tư
Trước đây, cô từng mơ về một ngôi nhà với những đứa trẻ, bây giờ thì không. Gia đình hiện tại của Kim Khánh là gia đình lớn có đến 8 anh em và hiện có 7 đứa cháu ruột.